# コンテンポラリー・レコード
コンテンポラリー・レコード（Contemporary Records）は、1951年にレスター・ケーニッヒ（Lester Koenig）によってロサンゼルスに設立されたジャズ・レコード・レーベル。1945年設立の「グッド・タイム・ジャズ (Good Time Jazz)」(ディキシーランド・ジャズ専門レーベル)のサブ・レーベル（傍系レーベル）として設立された。

## 歴史
クール・ジャズ、ウェストコースト・ジャズを手がけたレーベルとして知られる。同じくケーニッヒによって作られたグッド・タイム・レコードと共に、音質の良さが好評だった。コンテンポラリー・レコードに所属したジャズメンとしては、アート・ペッパー、チェット・ベイカー、シェリー・マン、アンドレ・プレヴィンらがいた。
2020年代はコンコード・ミュージック・グループの傘下にあり、ファンタジー・レコードが形成しているオリジナル・ジャズ・クラシック（OJC）よりリイシューされている。
日本での販売元はビクターエンタテインメントを主としていたが、2006年にアメリカ本国の配給元がユニバーサル ミュージック グループになったため、日本もユニバーサル・ミュージック・ジャパンに移っている。

## 沿革
- 1951年 レスター・ケーニッヒによってロサンゼルスに設立。
- 1983年 ファンタジー・レコードが買収し、コンテンポラリーのバックカタログはファンタジーのオリジナル・ジャズ・クラシックスよりリイシューされることになる。
- 2004年 親元のファンタジー・レコードがコンコード・レコードに買収され、コンテンポラリーはコンコード・ミュージック・グループの一部となる。

## 主なアーティスト
- アート・ペッパー
- アンドレ・プレヴィン
- カーティス・カウンス
- シェリー・マン
- チェット・ベイカー
- バーニー・ケッセル
- ハンプトン・ホーズ
- リロイ・ヴィネガー
- オーネット・コールマン
- ソニー・ロリンズ